# Endomia unifasciata
Endomia unifasciata é uma espécie de insetos coleópteros polífagos pertencente à família Anthicidae.
A autoridade científica da espécie é Bonelli, tendo sido descrita no ano de 1812.
Trata-se de uma espécie presente no território português.